# Кизи-Кермен (дзвін)

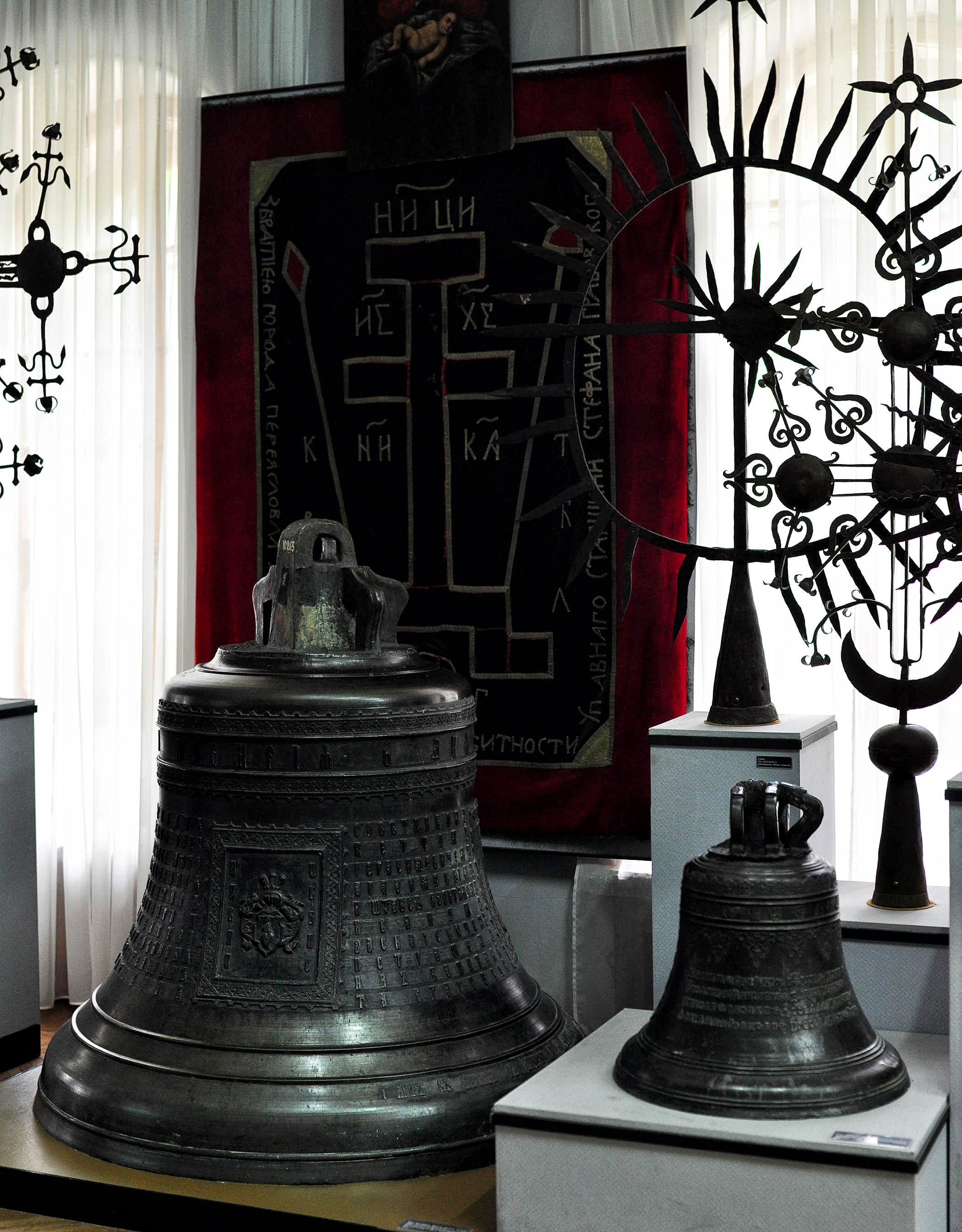
Дзвін Кизи-Кермен.

Кизи-Кермен (дзвін) — дзвін, відлитий з трофейних гармат, захоплених козаками Полтавського полку, котрі зробивши підкоп під стінами підірвали мур та першими увірвалися до турецької фортеці Кизикермен під час Азовських походів у 1695 році.
Роботи з виготовлення були забезпечені коштом тодішнього очільника полку Павлом Герциком. Майстер — Афанасій Петрович. Метал. Лиття. 1695 рік.
Зберігається у Полтавському краєзнавчому музеї.